# 남자는 괴로워 45
남자는 괴로워 45(男はつらいよ 寅次郞の靑春: Tora-San Makes Excuses)는 일본에서 제작된 야마다 요지 감독의 1992년 코미디 영화이다. 아츠미 키요시 등이 주연으로 출연하였고 나카가와 시게히로 등이 제작에 참여하였다.

## 출연

### 주연
- 아츠미 키요시
- 바이쇼 치에코

### 조연
- 후부키 준
- 나가세 마사토시
- 나츠키 마리
- 마에다 긴
- 시모조 마사미
- 미사키 치에코
- 다자이 히사오
- 류 치슈
- 요시오카 히데타카
- 고토 쿠미코